# Зазимко Анатолій Пилипович
Анатолій Пилипович Зазимко (8 січня 1938, місто Бобровиця, тепер Ніжинського району Чернігівської області — ?) — молдавський радянський діяч, завідувач відділу сільського господарства та харчової промисловості ЦК КП Молдавії. Кандидат у члени ЦК КП Молдавії в 1971—1976 та 1986—1990 роках. Член ЦК КП Молдавії в 1976—1986 роках. Депутат Верховної Ради Молдавської РСР 7—11-го скликань. Кандидат економічних наук (1970).

## Біографія
Народився в родині робітника.
У 1960 році закінчив Кишинівський державний сільськогосподарський інститут імені Фрунзе.
У 1960—1966 роках — головний зоотехнік колгоспу імені Сергія Лазо; головний зоотехнік, голова колгоспу «ХХ партз'їзд» Котовського району Молдавської РСР.
Член КПРС з 1963 року.
У 1966—1968 роках — начальник Страшенського районного виробничого управління сільського господарства Молдавської РСР.
У 1968—1970 роках — слухач Вищої партійної школи при ЦК КПРС у Москві.
У 1970—1971 роках — інспектор відділу організаційно-партійної роботи ЦК КП Молдавії.
У 1971—1978 роках — 1-й секретар Бричанського районного комітету КП Молдавії.
У 1978 — 28 грудня 1985 року — завідувач відділу сільського господарства та харчової промисловості ЦК КП Молдавії.
Подальша доля невідома.

## Нагороди
- орден Леніна
- два ордени Трудового Червоного Прапора
- орден «Знак Пошани»
- медалі